# 脇村孝平
脇村 孝平（わきむら こうへい、1954年 - ）は、日本の経済学者。大阪市立大学教授を経て、大阪経済法科大学副学長。アジア経済史、インド経済が専門。元日本南アジア学会理事長。

## 経歴
西宮市生まれ。兵庫県立西宮高等学校卒業し、1972年に大阪市立大学経済学部に入学。3年生の時に低開発経済論ゼミを選択し、本田健吉のもとで南北問題について研究した。これをきっかけに研究者を目指すことを決意、2年間の浪人を経て1978年同大大学院経済学研究科へ進学。
前期博士課程では古賀正則に師事し独立後インドの農業問題を、後期博士課程では当初は杉原薫、後に中岡哲郎の指導を受け経済史研究に本格的に取り組むようになった。1986年から2年間、文部省主催の「アジア諸国等留学生」としてデリー大学デリー・スクール・オブ・エコノミクスに留学。インドでは、ダーマ・クマールの指導のもと19世紀インドの飢饉について研究した。
1990年大阪市立大学大学院経済学研究科博士課程単位取得退学、日本で初めてのアジア経済史の教員として大阪市立大学で助手として勤務。92年助教授、98年教授。1997年にはロンドン大学東洋アフリカ研究学院（SOAS）で1年間在外研究を行なった。1997年ロンドン大学東洋アフリカ研究学院にて在外研究。2002年「飢饉・疫病・植民地統治 開発の中の英領インド」で大阪市立大学経済学博士。2018年日本南アジア学会理事長。2021年大阪経済法科大学副学長兼教務部長。

## 著書
- 『飢饉・疫病・植民地統治 開発の中の英領インド』名古屋大学出版会 2002

### 共編著
- 『帝国とアジア・ネットワーク 長期の19世紀』籠谷直人共編 世界思想社 2009
- 『ワークショップ社会経済史 現代人のための歴史ナビゲーション』川越修,友部謙一,花島誠人共著 ナカニシヤ出版 2010
- 『講座生存基盤論 第1巻 歴史のなかの熱帯生存圏 温帯パラダイムを超えて』杉原薫,藤田幸一,田辺明生共編 京都大学学術出版会 2012
- 『現代インド 1 多様性社会の挑戦』田辺明生,杉原薫共編 東京大学出版会 2015

### 翻訳
- S.チャクラヴァルティー『開発計画とインド 理論と現実』黒沢一晃共訳 世界思想社 1989
- E.L.ジョーンズ『ヨーロッパの奇跡 環境・経済・地政の比較史』安元稔共訳 名古屋大学出版会 2000

## 論文
- ≪脇村孝平